# Waterford
Waterford (irisch Port Láirge ˌpoɾt ˈɫɑːɾʲəgʲə) ist eine Stadt im Südosten der Republik Irland. Sie hatte viele Jahre einen eigenen City Council, der unabhängig vom County Council des Countys Waterford war. Beide wurden 2014 zum Waterford County and City Council vereinigt. Die Stadt hat eine Fläche von 38 km². 2022 lebten rund 54.000 Menschen in der Stadt. Im erweiterten Umkreis der Stadt (Agglomeration), zu dem auch Teile des County Kilkennys gehören, sind es 60.000 Einwohner bei einer Fläche von 50 km². Heute ist sie die fünftgrößte Stadt der Republik Irland und Verwaltungssitz (county town) der gleichnamigen Grafschaft. Waterford wurde im Jahre 914 von norwegischen Wikingern gegründet und ist damit die älteste Stadt Irlands.

## Geschichte
Aus prähistorischer Zeit stammen das Portal Tomb von Ballindud sowie der Ballygunnertemple-Megalith.
Von 795 an plünderten die Wikinger immer wieder Siedlungen an der irischen Küste. Bald fingen sie auch an, in Longphorts zu überwintern. Ein solcher Longphort wurde 853 in Waterford eingerichtet. Reginald’s Tower ist das älteste städtische Gebäude in Irland und das älteste Denkmal, das seinen Namen behalten hat. Bis heute ist es Waterfords markantes Wahrzeichen. 902 wurden die Wikinger von den Iren vertrieben, und ihre Siedlungen und Überwinterungsmöglichkeiten wurden zurückgelassen. Nach der irischen Chronik kamen die Wikinger 914 zurück und gründeten Waterford.
1137 versuchte Diarmaid MacMurchada, König von Leinster, vergeblich, Waterford zu erobern. Er verfolgte den Plan, die großen Zentren Irlands unter seine Kontrolle zu bringen, um seinen Anspruch, Großkönig zu werden, zu untermauern. 1170 verbündete sich MacMurchada mit der englischen Krone, die Richard de Clare (genannt Strongbow), den Earl of Pembroke entsandte und Waterford belagerte. Nach heftigem Widerstand fiel die Stadt. 1171 setzte König Henry II. von England als erster englischer König seinen Fuß auf irischen Boden. Er kam mit einer großen Flotte nach Waterford, um zu verhindern, dass in Irland ein normannisches Königreich in Konkurrenz zu England entstehen konnte. Stattdessen wollte er erreichen, dass Irland englische Kolonie wurde. Dublin und Waterford wurden zu Königsstädten erklärt, die dem König direkt unterstanden.
Im Mittelalter war Waterford nach Dublin die zweitwichtigste Stadt in Irland. Das Great Parchment Book (1361–1649) verkörpert den frühesten Gebrauch des Englischen als Amtssprache in Irland. Im 15. Jahrhundert widerstand Waterford zwei Aufrührern und Anwärtern auf den englischen Thron, Lambert Simnel und Perkin Warbeck. 1497 erhielt die Stadt von König Henry VII. ihr Motto Urbs Intacta Manet Waterfordia („Waterford bleibt die nichteingenommene Stadt“).
Trotz der englischen Kirchenspaltung blieb Waterford eine katholische Stadt und betrieb in der Konföderation von Kilkenny die Loslösung von der englischen Herrschaft. Diese Bestrebungen wurden durch Oliver Cromwell beendet, der ganz Irland wieder fest unter englische Herrschaft brachte. Sein Schwiegersohn Henry Ireton eroberte Waterford 1651.
Das 18. Jahrhundert war eine Blütezeit in Waterford. Die meisten der bedeutendsten Gebäude stammen aus dieser Zeit. Der Handel, vor allem mit Neufundland, brachte Reichtum in die Stadt. Im 19. Jahrhundert siedelten sich Glas- und Schiffbauindustrie an.

## Infrastruktur

### Wirtschaft
Die bekannteste Ware der Stadt ist das Waterford Crystal der Glasmanufaktur, die 1783 in Waterford gegründet wurde. Die Glasmanufaktur produziert seitdem – bis auf eine kurze Zeit der Unterbrechung 2009/2010 – unter anderem Bleiglas. Durch den Tiefwasserhafen hat Waterford für die europäische Wirtschaft eine große Bedeutung. In den Jahren 2002–2012 wurden hier 12 % von Irlands Außenhandel umgeschlagen. Weltweit operierende Unternehmen haben in dem im Osten der Stadt gelegenen Industriegebiet ihre Niederlassung. Dazu gehören Sanofi-Aventis, West Pharma, Teva, Bausch & Lomb, Eurofinns und Jabil. Allerdings wird das irische Bruttoinlandsprodukt durch die Wirtschaftsleistung solcher Konzerne auch künstlich aufgebläht, da manchmal aus steuerlichen Gründen hier die Umsätze verbucht, aber nicht tatsächlich in diesem Umfang erwirtschaftet werden. Zudem setzen internationale Unternehmen auf den flexiblen Einsatz von Arbeitskräften, so dass es auch immer wieder zu Kurzarbeit und Entlassungen kommt. Bis 2013 hatte hier der Hedgefonds der Citibank seinen Sitz.

### Bildung
Im Westen der Stadt liegt das Waterford Institute of Technology, das in einem Verbund von 13 weiteren Hochschulen eine der größten ist.

### Verkehr
Waterford ist über zwei Nationalstraßen, die N24 und die N25/E30, zu erreichen. Die N25 führt dabei von dem für den Warenverkehr wichtigen Hafen Rosslare Harbour im Osten über Wexford und Waterford in Richtung Cork. Die N24 führt von Waterford nordwestlich nach Clonmel und Tipperary. Über die von ihr abzweigende N9 gelangt man nach Dublin.
Am Bahnhof von Old Kilmeadan beginnt die Waterford & Suir Valley Heritage Railway, eine 8,5 km lange Museums-Schmalspurbahn mit einer Spurweite von 914 mm (3 Fuß).

## Umland

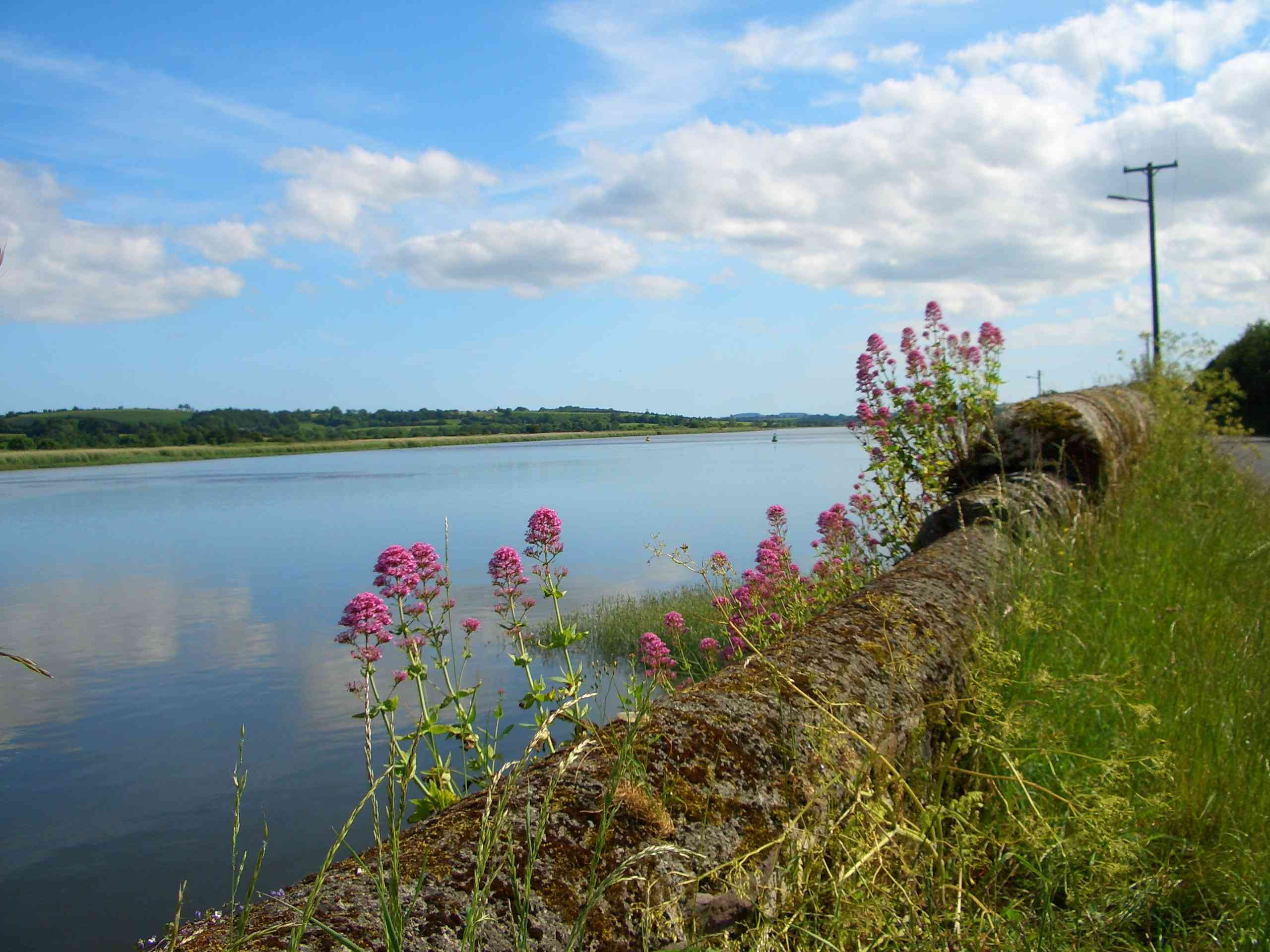
Umland von Waterford

Im Umland gibt es drei Flüsse, welche The Three Sisters genannt werden: die Flüsse Barrow, Nore und Suir. Sie vereinen sich im Osten von Waterford zu einem Strom, der einige Kilometer weiter in den Atlantik mündet. Badeorte in der Umgebung von Waterford sind der im Süden gelegene Ort Tramore und das etwas weiter im Osten liegende Dunmore East. In der Nähe liegen das John-F.-Kennedy-Arboretum (ein Arboretum) und die Halbinsel Hook Head.
Waterford besitzt ein zeitgeschichtliches Museum, in dem die Stadtgeschichte dargestellt wird. An verschiedenen Stellen der Stadt findet man zudem Überreste der alten Stadtbefestigung, die Waterford im Mittelalter vom Hafen aus vor Angriffen schützte.
Am 18. Mai 2014 wurde das JWelcome to Waterford Treasureseingeweiht. Das nach dem offiziell jüngsten Gefallenen der Alliierten im Ersten Weltkrieg benannte Denkmal ehrt die 4800 Männer und Frauen aus Waterford und Umgebung, die im Ersten Weltkrieg fielen und von denen 1100 kein bekanntes Grab haben.

## Partnerstädte
- St. John’s, Neufundland, Kanada
- Rochester, New York, USA
- Saint-Herblain bei Nantes, Frankreich (seit 1982)

## Persönlichkeiten
- William Walsh (1804–1858), Erzbischof von Halifax
- William Bonaparte-Wyse (1826–1892), Dichter
- John Charles Ardagh (1840–1907), Offizier, Festungsbauer, Jurist und Kolonialbeamter
- Michael Kelly (1850–1940), römisch-katholischer Geistlicher und Erzbischof von Sydney
- Cecil Quentin (1852–1926), britischer Regattasegler
- John J. Hearne (1893–1969), Diplomat und Verfassungsjurist
- Martin Medlar (1899–1965), Politiker
- Patrick Crotty (1902–1970), Politiker
- John Condon (um 1900–1915), jüngster Soldat der alliierten Truppen, der im Ersten Weltkrieg fiel
- Noel Browne (1915–1997), Politiker mehrerer Parteien
- Seán Dunne (1918–1969), Gewerkschaftsführer und Politiker
- Desmond Governey (1920–1984), Politiker
- Val Doonican (1927–2015), Sänger und Entertaine
- John Browne (1936–2019), Politiker
- Dick Dowling (1938–2024), Politiker
- Brian O’Shea (* 1944), Politiker
- Louis Stewart (1944–2016), Jazzgitarrist
- Patrick Gallagher (* 1946), Politiker und Journalist
- Gilbert O’Sullivan (* 1946), Sänger und Songschreiber
- Séamus Healy (* 1950), Politiker
- Theresa Ahearn (1951–2000), Politikerin
- Matthew J. Nolan (* 1951), Politiker
- John Halligan (* 1955), Politiker
- Brendan Kenneally (* 1955), Politiker
- Sean Kelly (* 1956), Radrennfahrer
- Eugene Byrne (* 1959), britischer Schriftsteller
- Matt Shanahan (* 1965), Politiker
- Mary Butler (* 1966), Politikerin
- Jennifer Murnane O’Connor (* 1966), Politikerin
- Malcolm Noonan (* 1966), Politiker
- Paudie Coffey (* 1969), Politiker
- Declan de Barra (* 1971), Singer-Songwriter
- David Cullinane (* 1974), Politiker
- Ciarán Power (* 1976), Radrennfahrer
- Cathal Berry (* 1977 oder 1978), Politiker
- Marc Ó Cathasaigh (* 1977), Politiker
- John Paul Phelan (* 1978), Politiker
- Seán Paul Breslin (* 1979), Autorennfahrer und Motorsportfunktionär
- Ciara Conway (* 1980), Politikerin
- Jim Goodwin (* 1981), Fußballspieler und -trainer
- John O’Shea (* 1981), Fußballspieler
- Fiona Glascott (* 1982), Schauspielerin
- John Cummins (* 1988), Politiker
- Jessie Barr (* 1989), Leichtathletin
- Craig Breen (1990–2023), Rallyefahrer
- Thomas Barr (* 1992), Leichtathlet
- Sinéad Lohan (* 1995), Tennisspielerin
- Lee O’Connor (* 2000), Fußballspieler